# Ronda Alta

Mapa de Rio Grande do Sul.

Ronda Alta es un municipio brasileño del estado de Rio Grande do Sul.
Se encuentra ubicado a una latitud de 27º46'00" Sur y una longitud de 52º48'07" Oeste, estando a una altitud de 450 metros sobre el nivel del mar. Su población estimada para el año 2004 era de 9.637 habitantes.
Ocupa una superficie de 419,65 km².
- Datos: Q949556
- Multimedia: Ronda Alta / Q949556